# 푸싱구 (타오위안시)

푸싱 구의 위치

푸싱구(한국어: 부흥구, 중국어: 復興區, 병음: Fùxīng Qū)는 중화민국 북서부 타오위안 시에 있는 원주민구이다. 넓이는 350.7775km2이고, 인구는 2015년 8월 기준으로 10,910명이다.

## 역사
푸싱 구의 옛 이름은 각판산(角板山)이다. 1920년, 신치쿠 주 다이케이 군의 번지가 되었다. 1946년, 자오반 향(角板鄉)이 설치되었다. 1954년, 푸싱 향으로 개칭되었다.